# Pterynotus loebbeckei
Pterynotus loebbeckei is een slakkensoort uit de familie van de Muricidae. De wetenschappelijke naam van de soort is voor het eerst geldig gepubliceerd in 1879 door Kobelt.